# Gabriel Antonio Pereira
Gabriel Antonio José Pereira Villagrán (Montevideo, 17 marzo 1794 – Montevideo, 14 aprile 1861) è stato un politico uruguaiano.
È stato Presidente dell'Uruguay dal 24 ottobre all'11 novembre 1838 e dal 1º marzo 1856 al 1º marzo 1860.